# Ботвелл, Брайан
Мохаммед Брайан Иман Абдулла Ботвелл (англ. Mohammed Brian Iman Abdullah Bothwell; род. 24 ноября 1970, Глазго, Шотландия) — шотландский футболист, играл на позиции нападающего.

## Карьера

### Клубная
Ещё в раннем детстве перебрался в Австралию, первым профессиональным клубом Брайана стал «Фаукнер Блюс», далее поочередно выступал как в «Фаукнер Блюс», так и в «Морвелл Фалконс», который впоследствии был переименован в «Гиппсленд Фалконс». В 1997 году перебрался в Бруней, где выступал в чемпионате Малайзии за клуб «Бруней» из Бандар-Сери-Бегавана, с которым в 1999 году стал обладателем Кубка Малайзии. С 2000 по 2002 годы провёл в Сингапуре, где играл за «Гейланг Юнайтед», однако карьеру завершил в «Брунее».

### Тренерская
После окончания футбольной карьеры работал главным тренером молодёжной команды до 18 лет «Гейланг Интернэшнл».

### Командные
«Бруней»
- Кубок Малайзии по футболу
  - Обладатель Кубка (1): 1999

## Личная жизнь
В 1998 году женился на Малайке Сальвани Абдул Рахман Сахиб, свадьба которых транслировалась по телевидению, незадолго до свадьбы принял ислам и взял себе имя Мохаммед Брайан Иман Абдулла Ботвелл. В настоящее время женат на сингапурке.